# Bestiario (álbum)
Bestiario es el segundo y último trabajo discográfico de la banda punk argentina, Pilsen. Este material fue producido por Steve Jones, exguitarrista de Sex Pistols en 1994. Con la edición de este material, la banda cambía de formación, siendo Pil Trafa, el vocalista del grupo, el único miembro original. La banda se separó en 1995.

## Lista de canciones
Todas las canciones escritas y compuestas por Pilsen. 
| N.º | Título                  | Duración |  |
| 1.  | «Momentos del mundo»    | 03:40    |  |
| 2.  | «Iván fue un comunista» | 04:11    |  |
| 3.  | «Inmortal»              | 04:35    |  |
| 4.  | «Zoociedad»             | 02:48    |  |
| 5.  | «Donde habías estado»   | 03:44    |  |
| 6.  | «Sabotaje»              | 03:09    |  |
| 7.  | «Juventud rebelión»     | 02:26    |  |
| 8.  | «Milagros»              | 02:18    |  |
| 9.  | «Mundo mentiroso»       | 02:40    |  |
| 10. | «Boomalwnder»           | 03:18    |  |
| 11. | «Escape»                | 02:12    |  |
| 12. | «Fracasado»             | 02:07    |  |
| 13. | «Corriendo a la deriva» | 01:53    |  |
| 14. | «Fulsa»                 | 01:24    |  |
| 15. | «Iván fue un comunista» | 03:19    |  |